# شريكي في السكن جوميهو
شريكي في السكن جوميهو (بالكورية: 간 떨어지는 동거)؛ هو مسلسل تلفزيوني كوري جنوبي لعام 2021. يحكي المسلسل قصة رومانسية بين ثعلب يبلغ من العمر 999 عامًا وطالبة جامعية تبتلع الجرم السماوي عن طريق الخطأ، عرض المسلسل على قناة تي في إن من بداية 26 مايو2021 كل أربعاء وخميس الساعة 22.40 بتوقيت (KST) وهو متاح على منصة iQiyi الصينية في جميع انحاء العالم.

## القصة
تدور أحداث المسلسل حول جوميهو (الثعلب ذو الذيول التسعة) عمره ألف عام وطالبة جامعية تدعى لي دام، ارتبط بعضهما البعض عن طريق الصدفة، إبتلعت لي دام الجرم السماوي للجوميهو (الجرم السماوي في أصل قوته) من غير قصد، فيجب أن يعيشا معًا لحل المشكلة قبل أن ينكسر الجرم السماوي داخل جسدها في غضون عام واحد.

## بطولة
- جانغ كي يونغ في دور شين وو يو.[5]

جوميو البالغ من العمر 999 عامًا يريد أن يصبح إنسانًا.
- لي هيري في دور لي دام.[6]

طالبة جامعية من مواليد 1999 تبتلع قطعة من الرخام بالخطأ، ولم تكن في علاقة من قبل.
- باي إن هيوك بدور جيو سون وو.

زميل لي دام في الكلية وهو المفضل لدى السيدات، قام في البداية بتطوير اهتمامه بـ لي دام لأنها استمرت في تجنبه.
- كانغ هانا بدور يانغ هاي سون.[7]

صديقة شين وو يو، إنها بطيئة الذكاء لكنها خبيرة في الرومانسية.
- كيم دوو وان بدور دو جاي جين

تجمعه علاقة مع يانغ هاي سون، إنه صديق دام وتشوي سو كيونغ المقرب.

### أدوار داعمة
- بارك كيونغ هاي بدور تشوي سو كيونغ.
- أفضل صديق ل لي دام ودو جاي جين.
- تشوي وو سونغ في دور لي دان (الأخ الأصغر لي لي دام.
- كيم دو ايون بدور جيو سيو وو.(الشقيقة الصغرى لـ جيو سون وو.[8]
- كيم كانغ مين بدور جونغ سيوك.[9]
- لي دام وتشوي سو كيونغ وكبار دو جاي جين.
- بانغ اون جونغ بدورجيون داي يونغ.[9]

## المشاهدات
| الموسم | الموسم | رقم الحلقة | رقم الحلقة | رقم الحلقة | رقم الحلقة | رقم الحلقة | رقم الحلقة | رقم الحلقة | رقم الحلقة | رقم الحلقة | رقم الحلقة | رقم الحلقة | رقم الحلقة | رقم الحلقة | رقم الحلقة | رقم الحلقة | رقم الحلقة | المتوسط |
| الموسم | الموسم | 1          | 2          | 3          | 4          | 5          | 6          | 7          | 8          | 9          | 10         | 11         | 12         | 13         | 14         | 15         | 16         | المتوسط |
| ------ | ------ | ---------- | ---------- | ---------- | ---------- | ---------- | ---------- | ---------- | ---------- | ---------- | ---------- | ---------- | ---------- | ---------- | ---------- | ---------- | ---------- | ------- |
|        | 1      | 1239       | 1057       | 923        | 1165       | 1069       | 886        | 786        | 949        | 839        | 867        | 845        | 854        | 820        | 871        | 909        | 1091       | 948     |

| الحلقة | تاريخ البث الأصلي | متوسط حصة الجمهور (AGB Nielsen) | متوسط حصة الجمهور (AGB Nielsen) |
| الحلقة | تاريخ البث الأصلي | على الصعيد الوطني               | سيئول                           |
| ------ | ----------------- | ------------------------------- | ------------------------------- |
| 1      | 26 مايو 2021      | 5.282%                          | 5.888%                          |
| 2      | 27 مايو 2021      | 4.279%                          | 4.838%                          |
| 3      | 2 يونيو 2021      | 4.123%                          | 4.769%                          |
| 4      | 3 يونيو 2021      | 4.354%                          | 4.670%                          |
| 5      | 9 يونيو 2021      | 4.304%                          | 4.882%                          |
| 6      | 10 يونيو 2021     | 3.688%                          | 4.000%                          |
| 7      | 16 يونيو 2021     | 3.159%                          | 3.564%                          |
| 8      | 17 يونيو 2021     | 4.238%                          | 5.200%                          |
| 9      | 23 يونيو 2021     | 3.374%                          | 3.460%                          |
| 10     | 24 يونيو 2021     | 3.772%                          | 4.101%                          |
| 11     | 30 يونيو 2021     | 3.691%                          | 4.092%                          |
| 12     | 1 يوليو 2021      | 3.476%                          | 4.193%                          |
| 13     | 7 يوليو 2022      | 3.234%                          | 3.932%                          |
| 14     | 8 يوليو 2021      | 3.549%                          | 4.418%                          |
| 15     | 14 يوليو 2022     | 3.625%                          | 4.321%                          |
| 16     | 15 يوليو 2021     | 3.982%                          | 4.571%                          |
| المعدل | المعدل            | 3.883%                          | 4.431%                          |

## الإنتاج

### صناعة
- التخطيط العام : كيم جي هيون ( CJ &ENM )
- تخطيط: كيم يونغ كيو (S.D)
- مساهم : آي جيي
- فريق العمل: Drama House & Zium Content التابعة لقسم JTBC Studios.
- أخراج وكتابة : الدراما من أخراج نام سيونغ وو الذي عمل على مسلسلات مثل «اقتله» لعام 2019 و «أميري لمئة عام» لعام 2019 ومن كتابة كل من بايك سون وو وتشو بين بو ريم اللتان كتبنى سلسلة قناة تي في ان «الحمقاء يونغ-آه».[12]

يتعبر أول مسلسل تلفزيوني كوري جنوبي من إنتاج منصة آي جيي الصينية، كما انه يعتبر إنتاج مشترك بين الصين وكوريا الجنوبية.
تجمع الدراما كل من كانغ هانا وكيم دوو وان مرة أخرى، فقد مثلوا معًا في مسلسل «الشركة الناشئة» لعام 2020.

## روابط خارجية
- شريكي في السكن جوميهو على موقع IMDb (الإنجليزية)
- شريكي في السكن جوميهو على موقع نتفليكس (الإنجليزية)
- شريكي في السكن جوميهو على موقع ليتربوكسد (الإنجليزية)
- شريكي في السكن جوميهو على موقع كينوبويسك (الروسية)
- شريكي في السكن جوميهو على موقع قاعدة بيانات الفيلم (الإنجليزية)